# Antigoontunnel

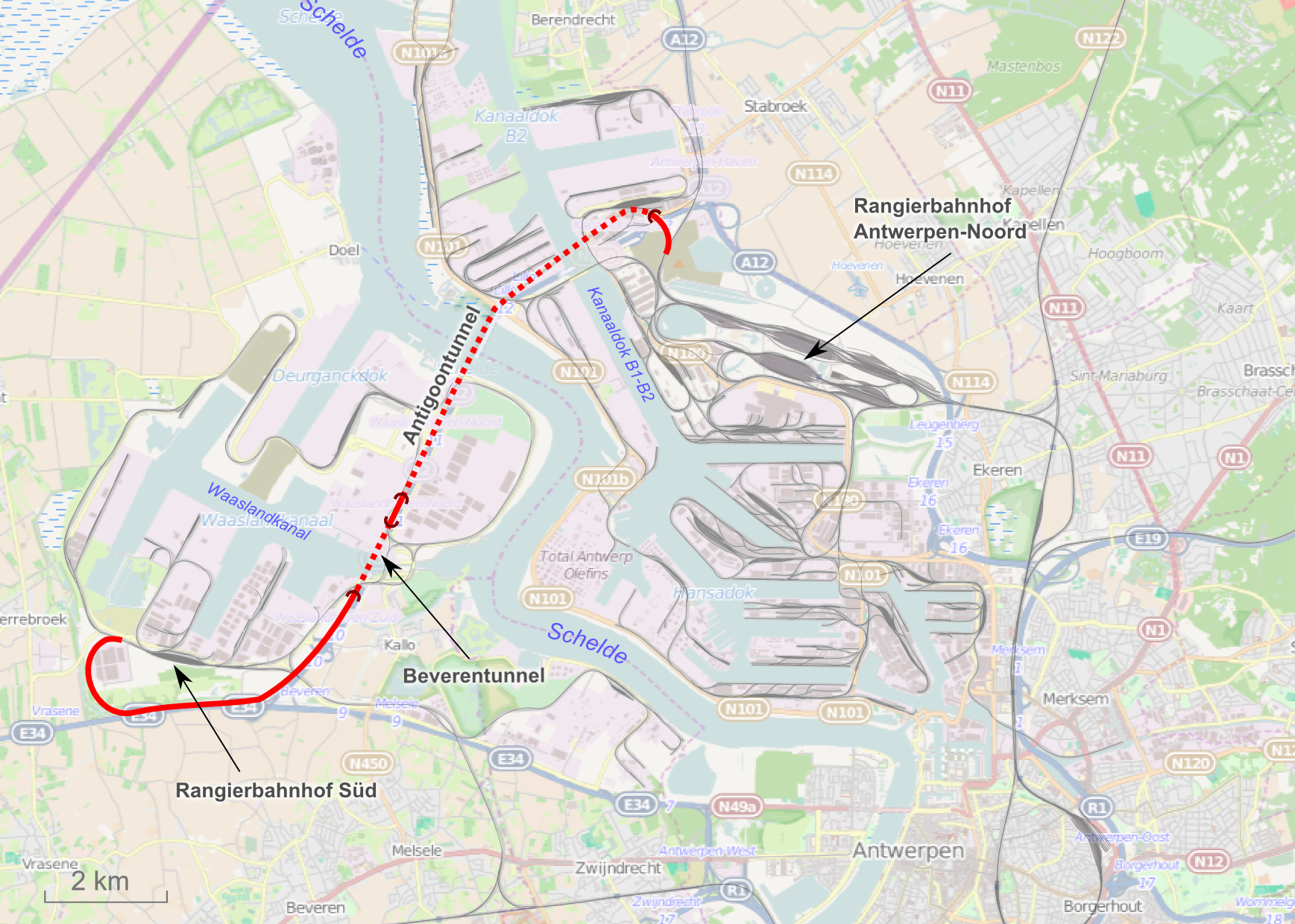
Detailkaart met de precieze ligging van de Antigoontunnel

De Antigoontunnel (officieus vaak Liefkenshoekspoortunnel genoemd) is een spoortunnel van de Belgische spoorwegbeheerder Infrabel voor het goederenvervoer in de haven van Antwerpen. De tunnel verbindt de Antwerpse linkeroever op het grondgebied van de gemeente Beveren-Kruibeke-Zwijndrecht met de rechteroever van de Antwerpse haven ter hoogte van het district Berendrecht-Zandvliet-Lillo. Het is de langste spoortunnel van België: het vorige record stond op naam van de spoortunnel van Soumagne.

## Bouw
Op 12 november 2008 werd begonnen aan de bouwwerken van het project. De Duitse 102 m lange tunnelboormachine kwam in november 2009 aan en werkte van januari 2010 tot september 2011 aan het boren van twee tunnelkokers 40 m diep onder de Schelde en het Kanaaldok, maar ook onder de terreinen van Evonik-Degussa. De werken werden uitgevoerd door Locobouw, een consortium bestaande uit de bouwbedrijven MBG, CEI-De Meyer, Vinci Construction Grands Projets en Wayss & Freytag Ingenieurbau. TUC Rail, het studiebureau van Infrabel behield het toezicht. 
De boortunnels, stroomafwaarts gelegen naast de Liefkenshoektunnel en de Tijsmanstunnel, waren in augustus 2013 afgewerkt. De tunnel is op 9 december 2014 geopend.
De bouwkundige werken waren een publiek-private samenwerking met Locorail als private partner. Locorail is een consortium van CFE, VINCI Concessions SA en BAM PPP Investments België. Het Vlaams Gewest en Infrabel brachten publiek geld in. Europese Investeringsbank en een aantal private banken verschaften leningen voor het restsaldo. Het contract behelsde Design, Build, Finance, Maintain (DBFM) en had een waarde van 765 miljoen euro. Infrabel zal gedurende 38 jaar een jaarlijkse vergoeding van 50 miljoen euro betalen en wordt nadien eigenaar.

### Natuurcompensatie
Ter compensatie van het biotoopverlies door de aanleg van de Antigoontunnel werd het Rietveld Kallo, ten zuiden van het dorp Kallo aangelegd in de periode 2008-2012.

## Gebruik
Transport vanuit de Waaslandhaven en het Deurganckdok wordt gegroepeerd in Bundel Zuid en krijgt van daar een 16,2 km lange directe verbinding met het rangeerstation Antwerpen-Noord door de Beverentunnel en de nieuwe Antigoontunnel. De ingebruikname van de tunnel zou de huidige belasting van de spoorkokers van de Kennedytunnel positief beïnvloeden. De vroegere 110 goederentreinen per dag door die tunnel worden omgeleid wat ruimte laat voor bijkomende passagierstreinen tussen Antwerpen en Gent.